# Oxybelus argentatus
Oxybelus argentatus är en stekelart som beskrevs av Curtis 1833. Oxybelus argentatus ingår i släktet Oxybelus, och familjen Crabronidae. Enligt den finländska rödlistan är arten sårbar i Finland. Enligt den svenska rödlistan är arten nära hotad i Sverige. Arten förekommer i Götaland, Gotland och Öland. Artens livsmiljö är åsmoskogar.

## Bildgalleri

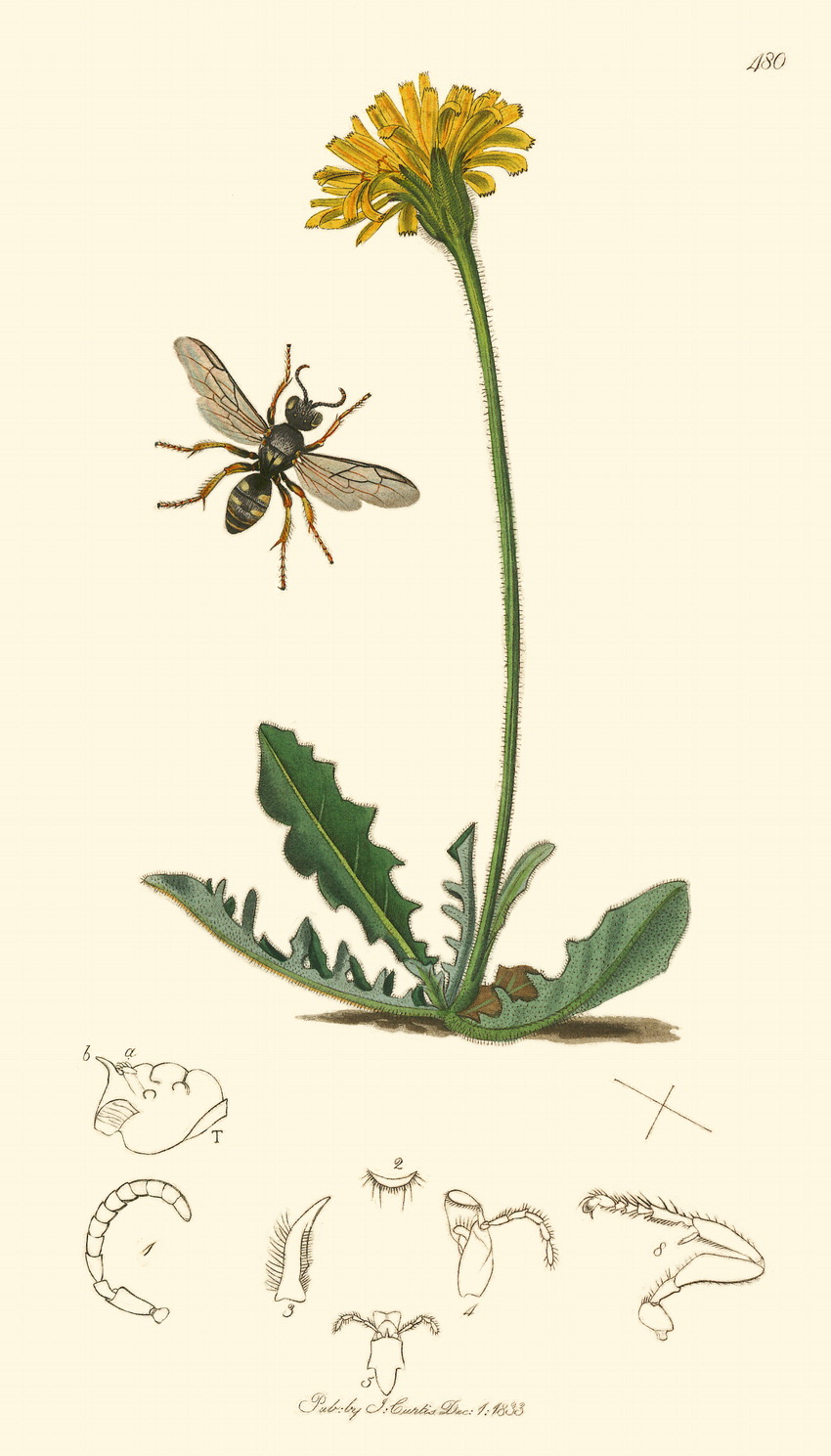